# Нікульчино
Ніку́льчино (рос. Никульчино) — присілок у складі Слободського району Кіровської області, Росія. Входить до складу Шиховського сільського поселення.

## Населення
Населення становить 23 особи (2010, 9 у 2002).
Національний склад станом на 2002 рік — росіяни 89 %.

## Історія
Присілок є одним із перших російських поселень на Вятській землі і згідно з «Повістю про країну Вятську» місто Нікуліцин було засноване новгородцями 1181 року на місці зруйнованого вотського Болванського городища. У 1950-х роках тут проводились археологічні розкопки Льва Гуссаковського, а у 1980-х — розкопки Леоніда Макарова, які підтверджують заселення цих земель новгородцями у кінці XII століття. До кінця 1930-х років у присілку діяла кам'яна Покровська церква з приділом Бориса й Гліба. 2001 року на місці колишнього храму була збудована дерев'яна Борисоглібська церква.